# Staatsaffären (1964)
Staatsaffären (Originaltitel: A Global Affair) ist eine am 30. Januar 1964 uraufgeführte US-amerikanische Filmkomödie von Jack Arnold. Eingerahmt von einer internationalen Damenriege – die Schweizerin Liselotte Pulver, die Französin Michèle Mercier, die gebürtige Kanadierin Yvonne De Carlo, die Deutsche Elga Andersen und die Amerikanerin mit japanischen Wurzeln Miiko Taka – spielt Bob Hope die Rolle eines bei der UNO beschäftigten Pflegevaters wider Willen.

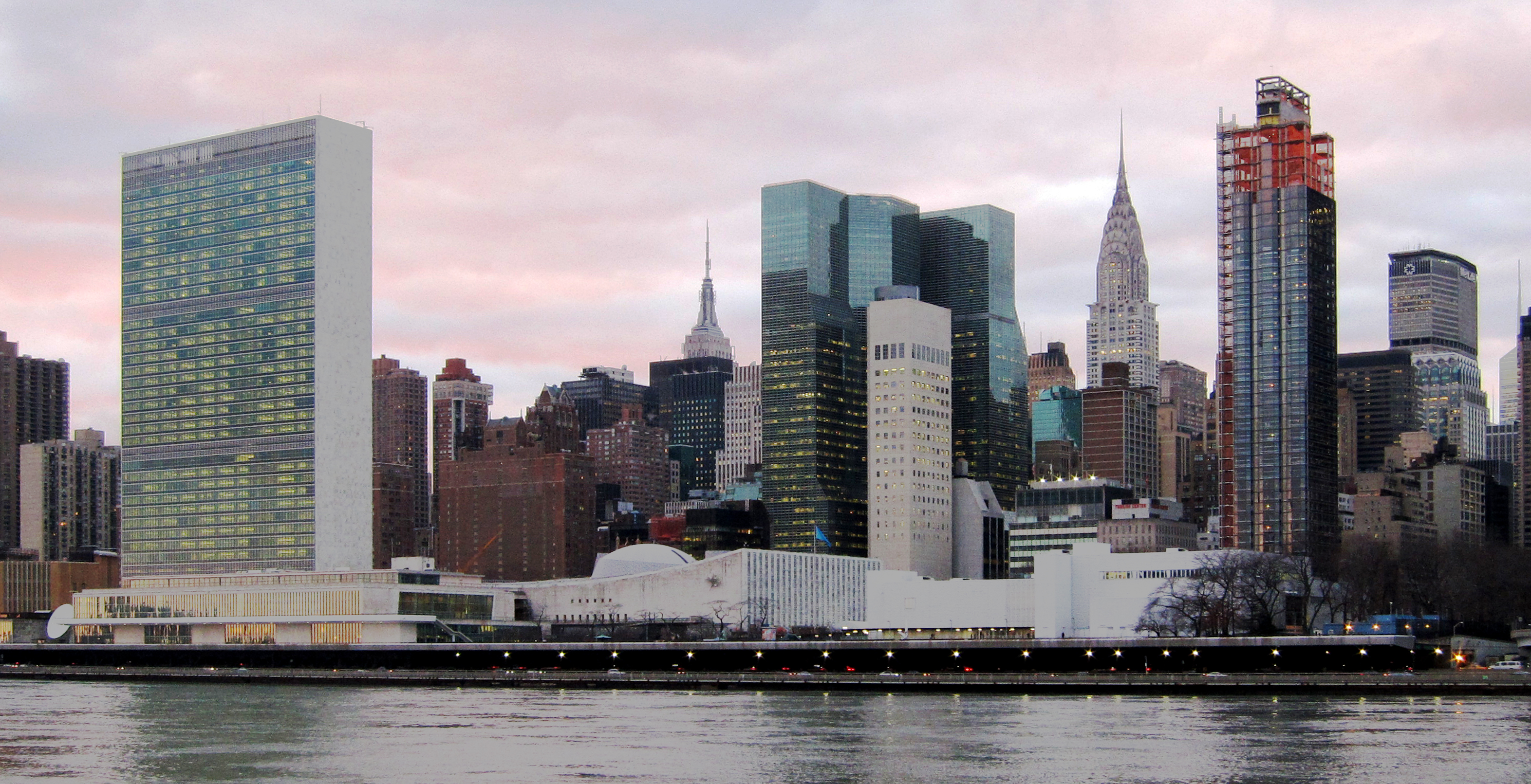
Im Zentrum des Geschehens: Die Vereinten Nationen in New York City

## Handlung
Im Foyer der Vereinten Nationen in New York wird ein offensichtlich ausgesetztes Kleinkind entdeckt. Der US-Diplomat Frank Larrimore, seines Zeichens Leiter der Frauenrechtsabteilung der UNO, wird damit beauftragt, sich um das blonde Baby zu kümmern. Ausgerechnet Junggeselle Larrimore ist jedoch, ohne dass er es wusste, dafür verantwortlich, dass die Mutter ihr Kleinkind im UN-Gebäude zurückließ. Frank hatte zuvor im Radio ein brennendes Plädoyer für ein gutes Leben gehalten, auf das jedes Kind in der Welt einen Anspruch haben sollte. Das kleine Mädchen kann nicht an die Behörden von New York City übergeben werden, da das UNO-Gebäude internationales Territorium ist. Frank schmuggelt daraufhin die kleine Herzensbrecherin in einer Hundetransportkiste in seine Wohnung, da sein Vermieter in den Wohnungen keine Kinder duldet. Franks Kumpel Randy, ein ausgesprochener Frauenbetörer, benutzt das Baby als Vorwand, um am folgenden Wochenende nun eine Reihe von internationalen Schönheiten der Vereinten Nationen in Franks Wohnung einzuladen.
Lisette, eine Führerin durch die UNO, die Interesse für Frank entwickelt hatte, ist ziemlich angewidert, als das Baby-Treffen in der Wohnung in eine ausschweifende Party ausartet. Da am Montag noch immer keine Lösung bezüglich des Verbleibs des Kindes gefunden wurde, soll sich Larrimore weiterhin um das Baby kümmern. Frank wird in den Zeitungen zitiert, dass das Baby an die beste Nation der Welt gehen sollte, woraufhin sich ein internationaler Wettbewerb im Kampf um das Kind entwickelt. Das Baby wird zu einem internationalen Zankapfel zwischen den Nationen; zahlreiche Staaten erheben Anspruch auf das Mädchen. Gekämpft wird mit allen Mitteln. Jede der schönen jungen Damen, die ihr Land vertritt, beginnt Frank fortan zu umgarnen, in der Hoffnung, das Baby für ihr Land zu gewinnen. Frank kommt schließlich auf die rettende Idee bei der Lösung des Problems: Er selbst will das Baby adoptieren und Lisette, die sicherlich eine gute Mutter sein wird, heiraten.

## Produktionsnotizen
Staatsaffären entstand in Hollywood (Studio) und in den Räumlichkeiten der Vereinten Nationen (New York). Der Film wurde am 30. Januar 1964 uraufgeführt. Die deutsche Premiere fand am 10. April 1964 statt.
Die Filmbauten stammen von George W. Davis und Preston Ames, die Ausstattung schufen Henry Grace und Charles S. Thompson. Bill Thomas entwarf die Kostüme, William Tuttle war Maskenbildner.

## Wissenswertes
Das Kleinkind, das die zentrale Rolle in der Geschichte spielt und in dem Vorspann lediglich „Baby Monroe“ genannt wird, wurde abwechselnd von den Zwillingen Denise und Danielle Monroe verkörpert.

## Auszeichnungen
Es gab zwei Nominierungen für den Golden Globe:
- Liselotte Pulver für die beste Nebenrolle (als sowjetische Delegierte Sonja)
- Der Film in der Kategorie Beste Werbung für Internationale Verständigung

## Synchronfassung
| Rolle          | Darsteller       | Synchronsprecher       |
| -------------- | ---------------- | ---------------------- |
| Frank Larrison | Bob Hope         | Gerd Duwner            |
| Sonja          | Liselotte Pulver | Liselotte Pulver       |
| Lisette        | Michèle Mercier  | Ursula Herwig          |
| Dolores        | Yvonne De Carlo  | Beate Hasenau          |
| Mr. Swifter    | John McGiver     | Fritz Tillmann         |
| Segura         | Nehemiah Persoff | Friedrich Schoenfelder |

## Kritiken
Die Kritiken im In- und Ausland fanden kaum gute Worte für die allzu standardhaft ausgefallene Hope-Komödie. Nachfolgend einige Beispiele:
Howard Thompson schrieb am 7. Mai 1964 in der New York Times: „Wenn der Film doch bloß bei der Grundkonstellation geblieben wäre und dem heißgeliebten Clown und der winzigen Verführerin erlaubt hätte, den Handlungsort zu seinem eigenen Besten auf den Kopf zu stellen.“
Der Movie & Video Guide nannte den Film ein „unwitziges Hope-Vehikel“.
Halliwell‘s Film Guide sah in dem Streifen „eine flache, sentimentale Farce, die verstörenderweise etwas über die Vereinte Nationen zu sagen versucht.“

„Die Aussetzung eines Babys im Foyer des New Yorker UN-Gebäudes verursacht albernsten Klamauk unter den Mitgliedstaaten und im Hause eines Junggesellen, dem schließlich das Adoptionsrecht zugesprochen wird. Die Rolle der UdSSR-Vertreterin in dieser wenig erheiternden Komödie spielt Liselotte Pulver.“